# Джонс, Пола
По́ла Ко́рбин Джонс (урождённая Пола Розали Корбин, род. 17 сентября 1966, Лонок, Арканзас) — американская государственная служащая, известная обвинениями против президента США Билла Клинтона в сексуальных домогательствах к ней.

## Биография

### Детство и юность
Пола родилась в Лоноке, Арканзас. Она была дочерью служителя Церкви Назарянина.
Пола окончила высшую школу в Карлайле, Арканзас в 1984 году.

## Иск к Биллу Клинтону о сексуальных домогательствах
В мае 1994 года Джонс подала против президента США Билла Клинтона иск о сексуальных домогательствах к ней, которые якобы имели место в 1991 году, когда Клинтон был губернатором Арканзаса. Клинтон же заявил, что вообще не помнит, чтобы он с ней встречался. 

### В суде
Адвокатами Джонс в суде были Гильберт Дэвис и Джозеф Каммарата. Её представителем в СМИ стала Сюзан Карпентер-МакМиллан. Она назвала Клинтона «не-американцем» и «лжецом» в Meet the Press и многих других телепередачах.
Судья Сюзан Райт удовлетворила требования президента о прекращении рассмотрения дела, так как Джонс не смогла продемонстрировать какого либо нанесённого вреда. Впоследствии Джонс подала апелляцию, и 2 из 3 судей согласились её удовлетворить. Клинтон и его адвокаты потребовали, чтобы иск был отложен до того, как Клинтон перестанет быть президентом. Дело дошло до Верховного суда США. 27 мая 1997 суд принял иск на рассмотрение. Клинтон продолжил участвовать в рассмотрении дела.
29 августа 1997 адвокаты Джонс заявили об отказе от своего дальнейшего участия в деле, полагая, что её настойчивость на продолжении рассмотрения этого бесперспективного дела является нецелесообразной. По словам Джонс, в ответ на это она заявила своим адвокатам, что она требует не только денег, но и извинений от Клинтона. В сентябре судья Райт удовлетворила требования адвокатов.
Впоследствии представителем Джонс стала организация «Институт Рузерфорда». В декабре 1997 года Джонс изменила требования в иске, снизив свои требования к Клинтону до $525,000 и отказавшись от иска к бывшему телохранителю президента Дэнни Фергюсону.
2 апреля 1998 года, до того, как дела дошло до рассмотрения, судья удовлетворила требование Клинтона о прекращении рассмотрения дела, заявив, что Джонс не смогла доказать, что ей был нанесён какой-либо вред. Джонс вскоре подала апелляцию.

### Окончание дела
13 ноября 1998 Клинтон и Джонс договорились на $850,000, с условием, что она откажется от апелляции. Роберт Беннетт, один из адвокатов Клинтона, заявил, что обвинения Джонс необоснованны и Клинтон просто хотел закрыть дело таким способом. В марте 1999 года судья Райт заявила, что Джонс получит лишь $200,000, а все остальные деньги пойдут на судебные издержки.
В апреле 1999 года судья Райт признала Клинтона виновным в неуважении к суду за использование аргументов, вводящих в заблуждение. Она потребовала от Клинтона $1,202 суду и $90,000 адвокатам Джонс за судебные издержки, что в несколько раз меньше, чем изначально потребованная адвокатами сумма в $496,000.
Позже Райт потребовала от арканзасской коллегии адвокатов наказания Клинтона как имеющего статус адвоката. 19 января 2001 года, за 1 день до ухода Клинтона с поста Президента США, арканзасская коллегия адвокатов запретила Клинтону участвовать в судебных делах в течение 5 лет.

## Участие в политике
В феврале 2016 года Джонс поддержала Дональда Трампа на Президентских выборах в США. На той же неделе она посетила митинг сторонников Трампа в Литл-Роке, где она попросила у него селфи.
В октябре 2016 года, Джонс посетила пресс-конференцию с Трампом до вторых президентских дебатов чтобы выступить против Хиллари Клинтон и Билла Клинтона. На конференции также были Джуанита Броддрик и Кэтлин Уилли, которые также обвинили Билла Клинтона в сексуальных проступках.